# Štamprle

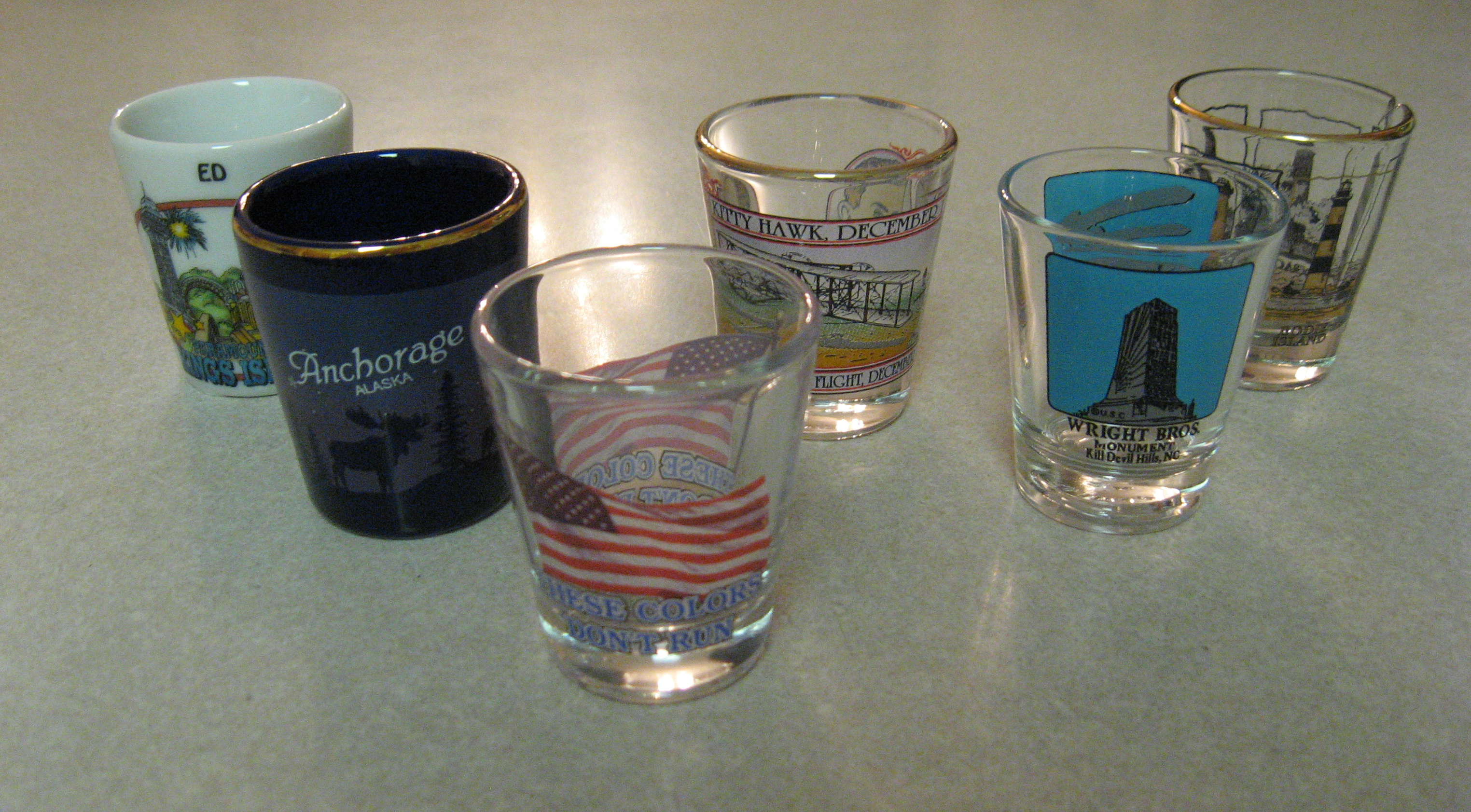
Různé druhy dekorativních štamprlí

Štamprle je sklenice sloužící k podávání alkoholických nápojů, zpravidla tvrdého alkoholu. Jedná se o malou sklenici o objemu zpravidla 20 až 40 ml, existují ale i větší varianty. Alkoholické nápoje se i vzhledem k velikosti štamprlí z této sklenice konzumují typicky rychle, často na jeden lok (často při přípitku). 
Některé štamprle na sobě mohou mít různá vyobrazení (často komického charakteru), díky čemuž se pro některé sběratele staly významným sběratelským artiklem a suvenýrem. Historie štamprlí sahá do 18. století.
Vypití alkoholu ze štamprle se lidově označuje jako panák.